# Le Lit (Toulouse-Lautrec)
 (septembre 2014).
Si vous disposez d'ouvrages ou d'articles de référence ou si vous connaissez des sites web de qualité traitant du thème abordé ici, merci de compléter l'article en donnant les références utiles à sa vérifiabilité et en les liant à la section « Notes et références ».
Le Lit est un tableau peint en 1892 par Henri de Toulouse-Lautrec. Il mesure 54 sur 70.5 cm. Il est conservé au musée d'Orsay à Paris.